# Східний Вудленд
Східний Вудленд або Вудленд — культурний регіон корінних народів Північної Америки на сході США та Канади. Простирається від Атлантичного океану на сході до Великих рівнин на заході й від Великих озер на півночі до Мексиканської затоки на півдні.
Вудленд як культурний регіон поділяють на Північно-східний Вудленд та Південно-східний Вудленд. Він межує з культурою індіанців Великих рівнин на заході та культурою індіанців Субарктики на півночі.